# (10885) Horimasato
(10885) Horimasato est un astéroïde de la ceinture principale.

## Description
(10885) Horimasato est un astéroïde de la ceinture principale. Il fut découvert le 7 novembre 1996 à Kitami par Kin Endate et Kazuro Watanabe. Il présente une orbite caractérisée par un demi-grand axe de 3,01 UA, une excentricité de 0,04 et une inclinaison de 11,0° par rapport à l'écliptique.

## Compléments